# Мальдонадо, Алехандра
Алеха́ндра Мари́я Мальдона́до Со́са, более известная как Алехандра Мальдонадо (исп. Alejandra Maria Maldonado Sosa; р. 17 июля, 1962, Монтеррей, Нуэво-Леон, Мексика) — известная мексиканская актриса и телеведущая.

## Биография
Родилась 17 июля 1962 года в Монтеррее. Дебют актрисы в мексиканском кино состоялся в 1987 году, когда она сыграла старшую продавщицу магазина игрушек Малену по прозвищу «Грымза», в культовой мексиканской теленовелле «Дикая Роза», после участия в которой её наперебой приглашают в самые лучшие мексиканские телесериалы. Следующим известным сериалом, в котором принимает участие актриса, становится теленовелла «Моя вторая мама», где ее героиней становится главная злодейка сериала Ире́не Монтене́гро. В процессе съёмок в сериале «Моя вторая мама», Алехандра делает пластическую операцию лица и пластическую операцию груди. Внешность героини Ирене Монтенегро меняется при просмотре заключительных серий сериала «Моя вторая мама». В 1991 году актриса принимает участие в популярном мексиканском сериале «Ничья любовь», где она снимается вместе с Лусией Мендес.
В связи с кризисом на киностудии Televisa, актриса переходит на киностудию TV Azteca, где снимается до сих пор. Актриса считается одной из самых красивых актрис Мексики.
Актриса больна рассеянным склерозом с ремитирующим течением, проходит терапию.

## Фильмография
сериалы студии Televisa:
- 1987 — Дикая Роза — Малена (дублировала Екатерина Васильева)
- 1988 — Тихая любовь — Маура
- 1989 — Моя вторая мама — Ирене Монтенегро
- 1990 — Ничья любовь — Вера

сериалы студии TV Azteca
- 2008 — Любовь по контракту — Патрисия

## Награды и премии
- мексиканская кинопремия в области кинематографии (Premios TVyNovelas)
- 1990 — Самая лучшая злодейка (номинирована) — сериал «Моя вторая мама»
- 1992 — Самая лучшая злодейка (номинирована) — сериал «Ничья любовь»